# Fridrich Hohenzollernský (1843–1904)
Fridrich Hohenzollernský (celým jménem: Friedrich Eugen Johann von Hohenzollern-Sigmaringen; 25. června 1843, Inzigkofen – 2. prosince 1904, Mnichov) byl německý princ a pruský generál.

## Život
Narodil se 25. června 1843 v Inzigkofenu jako syn prince Karla Antonína Hohenzollernského a princezny Josefíny Bádenské. Koncem září 1859 se přestěhoval do Bonnu.
V letech 1861 až 1864 podnikal Friedrich dlouhé cesty do Rakouska, Itálie, Švýcarska a Anglie. Další cesty do Itálie, Egypta a Řecka následovaly v 60. a 70. letech 19. století.
Na podzim roku 1862 vstoupil do pruské armády. Byl přidělen do Hulánského pluku č. 5. v Düsseldorfu. Roku 1866 se s plukem účastnil prusko-rakouské války. Na jaře 1870 byl přidělen do 1. dragounského gardového pluku s povýšením na rytmistra. V letech 1870/71 válčil v prusko-francouzské válce. Od 17. června 1889 velel 22. divizi a od roku 1893 3. armádnímu sboru.
Dne 21. června 1879 se oženil s princeznou Luisou Thurn-Taxis, dcerou dědičného prince Maximiliana Antona Thurn-Taxis a vévodkyně Heleny Bavorské, která byla sestrou císařovny Alžběty Bavorské. Neměli žádné potomky.
Zemřel 2. prosince 1904 v Mnichově. Pohřben byl v kostele Vykupitele v Sigmaringenu.